# میرابلا وی
میرابلا وی (به انگلیسی: Mirabella V) یک کشتی است که طول آن ۷۷٫۶۰ متر (۲۵۴٫۶ فوت) و ارتفاع آن ۸۸٫۵ متر (۲۹۰ فوت) می‌باشد. این کشتی در سال ۲۰۰۳ ساخته شد.